# Яковлевка (Грязинский район)
Яковлевка — упразднённый в 2015 году хутор Грязинского района Липецкой области России; входил в состав Карамышевского сельсовета.

## История
Хутор упразднён согласно  Закону Липецкой области от 01 июля 2015 года №429-ОЗ.

## География
Находится хутор у р. Воронеж, в лесистой местности.

## Население
| 2010 |
| ---- |
| 0    |

## Инфраструктура
Было развито сельское хозяйство.

## Транспорт
Просёлочные дороги. 